# Рікельме Ернандес Аморім Роша
Рікельме Ернандес Аморім Роша (порт. Rikelme Hernandes Amorim Rocha, нар. 16 липня 2003, Куяба) — бразильський футболіст, захисник еміратського клубу «Аль-Аглі» (Дубай). Виступав також за клуб «Куяба».

## Ігрова кар'єра
Рікельме Ернандес народився 2003 року в місті Куяба. Займався в юнацьких команд футбольних клубів «Куяба» та «Крузейро». У професійному футболі дебютував 2020 року виступами за команду «Куяба», проте на початку 2022 року футболіста віддали в оренду до клубу «Дон Боско». З оренди Рікельме повернувся цього ж року, та грав у складі «Куяби» до 2024 року.
З 2024 року футболіст грає у складі еміратського клубу «Аль-Аглі» (Дубай). У складі дубайської команди в 2024 році бразильський футболіст став володарем Суперкубка ОАЕ.

## Титули і досягнення
- Володар Суперкубка ОАЕ (1):

«Шабаб Аль-Аглі»: 2024
- Чемпіон ОАЕ (1):

«Шабаб Аль-Аглі»: 2024-25
- Володар Кубка Президента ОАЕ (1):

«Шабаб Аль-Аглі»: 2024-25